# Gräuel

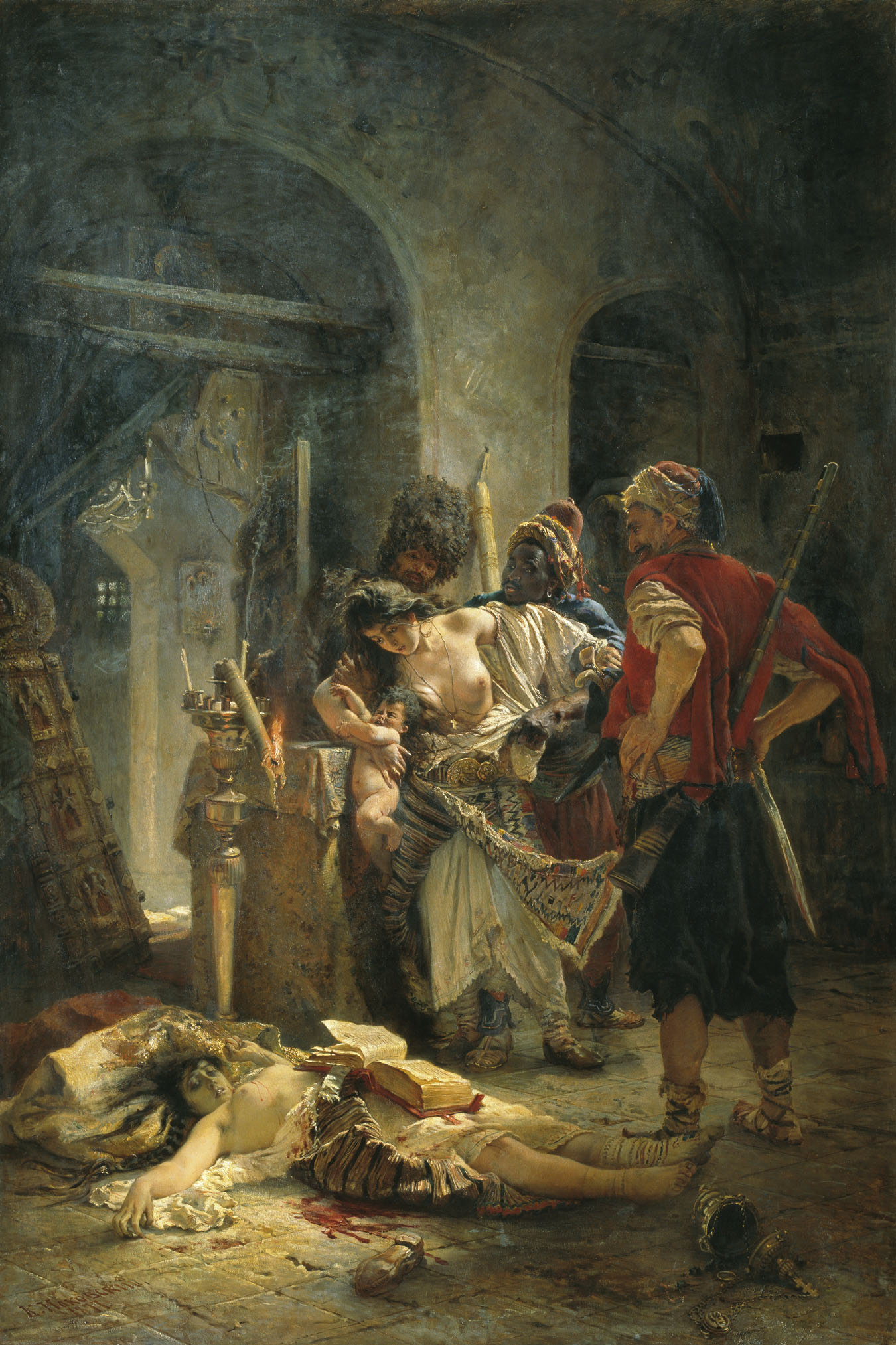
Die bulgarischen Märtyrerinnen, Gemälde von Konstantin Jegorowitsch Makowski, 1877: künstlerische Rezeption der während des Aprilaufstandes 1876 in Bulgarien durch osmanische Başı Bozuk verübten Gräueltaten

Das Wort Gräuel (bis zur Rechtschreibreform 1996 Greuel) bezeichnet etwas, das Grauen erregt. Im deutschsprachigen Kulturkreis erfuhr es eine Prägung durch die Bibel. Im modernen Sprachgebrauch werden besonders grausame und opferreiche Taten, etwa Kriegsverbrechen, als Gräuel oder Gräueltaten bezeichnet. Kriegsparteien pflegen sich im Rahmen der psychologischen Kriegführung gegenseitig Gräueltaten vorzuwerfen. Zur Abwehr solcher Vorwürfe kam während des Ersten Weltkrieges im deutschen Sprachgebrauch das Wort Gräuelpropaganda auf.

## Sprachgeschichte
Gräuel, vor der Rechtschreibreform 1996 und nicht-amtlich auch danach Greuel, von mittelhochdeutsch griuwel, griul, griule, „Schrecken, Grauen“ wurde rückgebildet aus mittelhochdeutsch griuweln „Grauen/Abscheu/Furcht empfinden, grauen“, neuhochdeutsch greueln.
Das Wort Gräuel verdankt seine eigentümliche Rolle in der deutschen Sprache dem häufigen Vorkommen in der lutherschen Bibelübersetzung. Es kommt im Alten Testament in 135 Versen und im Neuen Testament siebenmal vor, darunter auch in Zusammensetzungen wie Gräuelbild und Gräueltat.
Luther wählte den zu seiner Zeit durchaus geläufigen Begriff zur deutschen Wiedergabe des althebräischen Ausdrucks תֹּועֵבָה tōʻēḇā / to'ba (Substantiv) oder ta'ab (Verb). Damit wird die Schandtat, das Verabscheuenswürdige, das von der eigenen Gemeinschaft Auszuschließende qualifiziert. Es wird als gefährlich eingestuft; ihm eignet die Eigenschaft des Ekelerregenden. Dieses erstreckte sich vom sozialen und religiösen über den Bereich der Speisen bis hin zur Sexualität und dem Recht. Im Bereich des Alten Testaments ausgeprägt, erfuhr der Begriff einen Ausbau in Talmud und Mischna und war maßgeblich für neutestamentliche Normen.
Insbesondere in den Büchern Mose wird die Warnung vor Gesetzesübertretungen mit der Wendung bekräftigt, die jeweilige Tat sei „dem Herrn ein Gräuel“, beziehungsweise, sie „soll euch ein Gräuel sein“. Dabei werden die unterschiedlichsten Gesetzesübertretungen als Gräueltat klassifiziert, zum Beispiel:
- 3. Mo 11,10 LUT – Alles aber, was nicht Flossen und Schuppen hat im Meer und in den Bächen von allem, was sich regt im Wasser, und allem, was lebt im Wasser, soll euch ein Gräuel sein.
- 5. Mo 22,5 LUT – Eine Frau soll nicht Männersachen tragen und ein Mann soll nicht Frauenkleider anziehen; denn wer das tut, der ist dem HERRN, deinem Gott, ein Gräuel.

Als Stereotyp kommt Gräuel neunzehnmal in den Sprüchen Salomos vor,
zum Beispiel:
- Spr 3,32 LUT – […], denn wer auf Abwegen geht, ist dem HERRN ein Gräuel, aber den Aufrechten ist er freund.
- Spr 11,1 LUT – Falsche Waage ist dem HERRN ein Gräuel; aber ein volles Gewicht ist sein Wohlgefallen.
- Spr 16,5 LUT – Ein stolzes Herz ist dem HERRN ein Gräuel und wird gewiss nicht ungestraft bleiben.

Im Niederdeutschen ist die Form „Gruul“ für Abscheu bis heute verbreitet; vergleichbar das münsterländische Adjektiv "grüülik" für "grauenhaft", aber auch für "gewaltig", "enorm".